# Ivan Šapina
Ivan Šapina (17 de noviembre de 1999) es un deportista croata que compite en taekwondo.
Ganó dos medallas en el Campeonato Mundial de Taekwondo, en los años 2019 y 2023, y dos medallas en el Campeonato Europeo de Taekwondo, en los años 2021 y 2022.
En los Juegos Europeos de Cracovia 2023 consiguió una medalla de oro en la categoría de –87 kg.

## Palmarés internacional
| Campeonato Mundial | Campeonato Mundial       | Campeonato Mundial | Campeonato Mundial |
| Año                | Lugar                    | Medalla            | Categoría          |
| ------------------ | ------------------------ | ------------------ | ------------------ |
| 2019               | Mánchester (Reino Unido) | Medalla de bronce  | –87 kg             |
| 2023               | Bakú (Azerbaiyán)        | Medalla de plata   | –87 kg             |
| Juegos Europeos    |                          |                    |                    |
| Año                | Lugar                    | Medalla            | Categoría          |
| 2023               | Krynica-Zdrój (Polonia)  | Medalla de oro     | –87 kg             |
| Campeonato Europeo |                          |                    |                    |
| Año                | Lugar                    | Medalla            | Categoría          |
| 2021               | Sofía (Bulgaria)         | Medalla de bronce  | –87 kg             |
| 2022               | Mánchester (Reino Unido) | Medalla de oro     | –87 kg             |